# Slaget ved Hexham
Slaget ved Hexham, der blev udkæmpet den 15. maj 1464, markerede afslutningen på Huset Lancasters betydelige modstand i Nordengland i den tidlige del af Edvard 4.'s regeringstid.
Slaget blev udkæmpet nær byen Hexham i Northumberland. John Neville, som senere blev 1. markis af Montagu, ledte en beskeden styrke på 3.000-4.000 mand og besejrede totalt de oprørske Lancaster-styrker. De fleste af oprørslederne blev taget til fange og henrettet, herunder Henry Beaufort, hertug af Somerset, og Lord Hungerford. Henrik 6. blev imidlertid holdt sikkert væk (efter at være blevet taget til fange i kamp tre gange tidligere) og flygtede mod nord.
Da deres lederskab var væk, var der kun få borge tilbage i oprørernes hænder. Efter at disse faldt senere på året, sad Edvard 4. sikkert på magten, indtil jarlen af Warwick i 1469 skiftede side til fordel for Huset Lancaster.

## Baggrund
Efter slaget ved Towton mislykkedes det for Lancaster-fraktionen at forhindre York-fraktionen i at afslutte fredsforhandlinger med Skotland i 1463, og den fandt snart ud af, at dens nordlige operationsbase nu var truet. Det blev besluttet at indlede et felttog i Nordengland for at samle støtte til Huset Lancasters sag, inden en stor styrke under Edvard 4. kunne mønstre i Leicester og bevæge sig nordpå for at knuse oprøret.
Lancaster-hær bevægede sig gennem Northumberland i slutningen af april 1464 under hertugen af Somerset og samlede støtte fra Lancaster-garnisoner. Efter at Lancaster-styrkerne havde lidt nederlag i Slaget ved Hedgeley Moor den 25. april 1464 til en York-hær ledet af John Neville, Lord Montagu, mødtes Lancaster-styrkerne igen med Neville, denne gang nær Hexham. De to sider mødtes uden for Hexham den 14. maj 1464.

## Slagets gang
Detaljer om stedet for slaget, sammensætningen og antallet af soldater og slagets gang er mangelfulde, men det menes at slaget var relativt ublodigt.
Lancaster-lejren lå nær Linnels Bridge over floden Devil's Water, der lå lidt syd for Hexham. York-hæren passerede over på River Tynes sydlige bred om natten den 12. - 13. maj og var om morgenen den 14. i en position til at angribe Hexham. Formentlig var det York-hærens fordel dens fart, da Lancaster-hæren trods advarsler fra dens egne spejdere ikke havde meget tid til at forberede sig til kamp.
Det antages, at Somerset i en fart bragte sine styrker til et sted nær Linnels Bridge og opstillede sine tropper i tre dele på en eng nær Devil's Water, hvor han håbede, at han kunne møde York-hæren, inden den rykkede forbi ham ind i Hexham. Lancaster-tropperne havde næppe indtaget deres stillinger, da York-styrkerne angreb deres stillinger oppe fra. Da de så York-hæren trænge frem, vendte den højre flanke af Lancaster-hæren under ledelse af Lord Ros sig om og flygtede over Devil's Water og ind i Hexham uden et eneste sværdslag. Resterne af Somersets styrke var nu i en håbløs situation, omringet og ude af stand til at manøvrere sig. York-tropperne angreb gennem den ene åbning i den østlige ende af Linnel's Meadow og stødte ind de forvirrede Lancaster-soldater.
Lancaste-hærens moral kollapsede, og efter en vis symbolsk modstand blev resterne af Somersets hær skubbet ned i Devil's Water af York-infanteriet. En kaotisk flugt fulgte, mænd druknede enten i floden eller blev slået, da de forsøgte at komme op ad Devil's Waters stejle bredder i deres tilbagetog mod Hexham. De fleste blev dog taget til fange i West Dipton Wood på flodens nordbred og blev tvunget til at overgive sig, da York-styrkerne nærmede sig.

## Efterspil
Neville viste ikke meget af Edvards forsonende ånd og lod tredive førende Lancaster-ledere henrette i Hexham om aftenen efter slaget, herunder Henry Beaufort, 3. hertug af Somerset og Lord Ros. Sir William Tailboys blev taget til fange og henrettet kort efter, at han forsøgt at flygte nordpå med 2.000 £ fra Henriks krigskiste. Efter tabet af dens ledelse og finansiering kollapsede Lancaster-modstanden i Nordengland.
Efter sit nederlag i Slaget ved Hexham den 15. maj 1464 fandt Henrik 6. tilflugt, beskyttet af Lancaster-tilhængere, i huse rundt omkring i Nordengland. Efter et ophold på Muncaster Castle ved Cumbrias kyst og i det nærliggende Bolton Hall, skjulte han sig i Waddington Hall i Waddington, Lancashire, Sir Richard Tempests hjem. Her blev han forrådt af "en sort munk af Addington", og den 13. juli 1465 kom en gruppe York-mænd, herunder Sir Richards bror John, ind i hjemmet for at arrestere ham. Henrik 6. flygtede ind i skoven i nærheden, men blev snart taget til fange. Dette betød, at oprøret var helt forbi. Der fulgte en periode med relativ fred indtil jarlen af Warwicks gik over til Huset Lancaster i 1469, og krigshandlingerne begyndte på ny.

## Yderligere læsning
- Charlesworth, Dorothy (1952). "The Battle of Hexham, 1464". Archaeologia Aeliana. 4th series. 30: 57-68.
- Goodman, A. (1981). Wars of the Roses: Military Activity and English Society, 1452–97. London: Routledge & Kegan Paul. ISBN 978-0-7100-0728-5.
- Haigh, Philip A. (1995). Military Campaigns of the Wars of the Roses. Stroud: Alan Sutton. ISBN 978-0-7509-0904-4.
- Sadler, John; Speirs, Alex (2007). Battle of Hexham in its Place. Hexham: Ergo Press. ISBN 978-0-9552758-7-6.